# Második Reformkor Alapítvány
A Második Reformkor Alapítvány egy „politikai oldalakon és ideológiákon kívül álló, ügyek mentén szerveződő, a társadalom összetartozását szolgáló közösség”. 2019-ben alapította Vona Gábor, aktív politikai pályafutásának befejezése után. Az alapítványnak működési célja, hogy a Reformkorhoz hasonlóan ügyek mentén szerveződve tudjon foglalkozni fontos közéleti kérdésekkel. Ezt többek között projektek, törvény, illetve határozati javaslatok útján kívánják elérni. 2023-ban párttá alakult. 

## Projektjeik
- Online Népszavazás: 2021-ben indult útjára kezdeményezésük, az Online Népszavazás, aminek első megvitatandó kérdése a külföldön dolgozó magyarok levélben szavazási jogának volt. Az alapítvány többször is kiemelte, hogy a közeljövőben szeretnék tovább népszerűsíteni és egy általánosan elfogadott intézménnyé tenni az online népszavazás lehetőségét, felületet biztosítva ezzel más szervezeteknek is, hogy megvitathassák közéleti kérdéseiket.[2]
- Pilvax-estek: különböző társadalmi témákban folytatnak beszélgetéseket az aktuális témának szakértőjével.[3]
- Vlogitika: tehetségkutató verseny videósok, vloggerek számára. Zsűritagok: Péterfi Judit, Boldog István Dávid, Dévényi István, Molnár Áron, Vona Gábor, Nagy Márton.[4]
- Hang vagy!: célja, hogy eltérő politikai meggyőződésű fiatal közéleti személyeket ültessen le egy asztalhoz, ahol az éppen aktuális közéleti kérdésekről folytathatnak vitát.[5]
- Balansz: egyetemi vitaműsor.[6]

## Törvényjavaslataik
- Pártmentes önkormányzatiság[7]
- Cigány hősök napja[8]
- Az emberek emberei[9]
- 2025 a reformkor emlékéve[10]
- Gazditörvény[11]
- Fake-ek és ellensúlyok[12]
- Egyenlő esélyek, erősebb nemzet[13]